# 다운고등학교
다운고등학교(茶雲高等學校)는 대한민국 울산광역시 중구 다운동에 위치한 공립 고등학교이다.

## 학교 연혁
- 2007년 12월 27일 : 다운고등학교 설립 인가(10학급)
- 2008년 3월 1일 : 개교
- 2008년 3월 4일 : 제1회 입학식(403명 입학)
- 2011년 2월 15일 : 제1회 졸업식(378명 졸업)
- 2024년 3월 1일 : 제6대 백장현 교장 취임
- 2025년 2월 12일 : 제15회 졸업식(133명 졸업, 총 졸업생 수 3,910명)
- 2025년 3월 4일 : 제18회 입학식(5학급 116명 입학)

## 참고 자료
- 다운고등학교 - 한국교육학술정보원 학교알리미